# Arnouze
L' Arnouze est une rivière du sud de la France, dans la région Occitanie, dans le département de l'Aude, sous-affluent de l'Aude par le Fresquel.

## Géographie
L'Arnouze est une rivière qui prend sa source dans le Lauragais sur la commune de Alairac et se jette dans le Fresquel en rive droite sur la commune de Villemoustaussou.
La longueur de son cours d'eau est de 15 km.

### Communes traversées
Dans le seul département de l'Aude, l'Arnouze traverse les quatre communessuivantes, Alairac, Lavalette, Villemoustaussou et Carcassonne.

## Principaux affluents
L'Arnouze a un affluent contributeur référencé :
- le ruisseau de Régal : 7,1 km